# Garnisons Sogn
Garnisons Sogn er et sogn i Holmens og Østerbro Provsti (Københavns Stift). Sognet ligger i Københavns Kommune; indtil Kommunalreformen i 1970 lå det i Sokkelund Herred (Københavns Amt). I Garnisons Sogn ligger Garnisons Kirke.
Sognet oprettedes i 1691.
Sognets kirkegård, Garnisons Kirkegård, ligger på Østerbro.